# Escalarre
Escalarre és un poble del terme municipal de la Guingueta d'Àneu, a la comarca del Pallars Sobirà, dins del territori de l'antic terme d'Unarre.
És a la part més baixa de l'antic terme, ja a la plana de la Noguera Pallaresa. És a l'esquerra del Riu d'Unarre i a la dreta del Riuet de Burgo, just al lloc on s'uneixen aquests dos cursos d'aigua. És a prop, a ponent i a sota de Burgo i a migdia del cap de l'antic municipi, Unarre.

## Etimologia
Malgrat l'aparent fonètica basca, "Escalarre" prové, segons Joan Coromines, del llatí tardà scalare (escala). El poble d'Escalarre té l'església parroquial de Sant Martí, una mica allunyada a migdia del poble. També hi ha a prop del poble, a llevant, vora la Noguera Pallaresa, l'antic monestir de Santa Maria d'Àneu.

## Geografia

### El poble d'Escalarre

#### Les cases del poble[2]
| - Casa Artiller - Casa Benito - Casa Cabirol - Casa Coix - Casa Faveta | - Casa Galantet - Casa Gallimeto - Casa Metret - Casa Làssaro - Casa Llinatge | - Casa Mestre - Casa Moliner - Casa Paller - Casa Pauet | - La Rectoria - Casa Santamaria - Casa Senyoret - Casa Serrault | - Casa Teixidor - Casa Tomàs - Casa Tomaset - Casa Trainera |

## Història

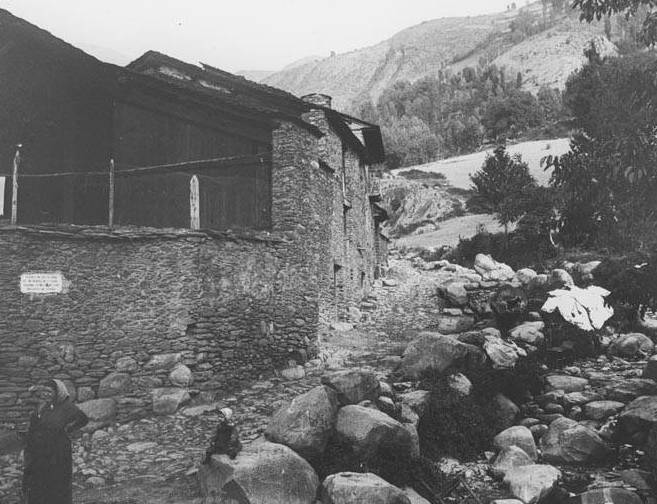
Carrer d'Escalarre el 1906

### Edat moderna
En el fogatge del 1553, Scalarre declara 6 focs laics i 3 d'eclesiàstics (uns 45 habitants). Fins al 1847 gaudí d'ajuntament propi, però en no assolir el mínim de 30 veïns (caps de casa) que marcava la llei fou agregat a Unarre.

### Edat contemporània
Pascual Madoz dedica un article del seu Diccionario geográfico... a Escalarre. S'hi pot llegir que és una localitat amb ajuntament situada en el vessant d'una muntanya, a la Vall d'Àneu, on la combaten els vents del nord, sud i oest. El clima és fred, i produeix pulmonies i reumes. Tenia en aquell moment 17 cases i l'església parroquial de Sant Martí, servida per un rector ordinari proveït per l'ordinari (el bisbe) a partir d'una terna proposada pel rei. Hi havia fonts d'aigües molt fortes, però de bona qualitat. Les terres, en part planes i en part muntanyoses, són fluixes i pedregoses, però molt fèrtils; cap al nord hi ha muntanyes despoblades. S'hi collia blat, sègol, ordi, patates, fenc, nous i altres fruites. S'hi criava tota mena de bestiar, i hi havia caça de llebres, perdius, aus de pas, guatlles i ànecs; hi havia pesca de truites. Comptava amb 17 veïns (caps de casa) i 100 ànimes (habitants).
Fins al 1992, i sense que ara per ara se'n pugui determinar l'inici, Escalarre comptà amb una antiga entidad local menor, o pedania, que fou transformada en Entitat municipal descentralitzada i poc després suprimida, el 1992. Com a tal, disposà dels següents alcaldes pedanis, després presidents de l'EMD:
- Josep Escudé i Vidal (1979 - 1983)
- Josep Canut i Bruna (1987 - 1991)
- Josep Castellarnau i Badia (1991 - 1992)